# Koert Lindijer
Koert Lindijer (Rotterdam, 23 mei 1953) is een Nederlands journalist en schrijver. Sinds 1983 is hij Afrika-correspondent voor NOS Nieuws en NRC Handelsblad.
Lindijer studeerde van 1976 tot 1979 aan de School voor Journalistiek te Utrecht. Van 1979 tot 1983 was hij redacteur Afrika op het kantoor van NRC Handelsblad in Rotterdam. Van 1973 tot 1976 bereisde hij het continent om het beter te leren kennen.
In 1983 vestigde hij zich in de Keniaanse hoofdstad Nairobi als correspondent. Hij heeft ook een aantal boeken over Afrika geschreven.

## Bestseller 60
| Boeken met noteringen in de Nederlandse Bestseller 60 | Jaar van verschijnen | Datum van binnenkomst | Hoogste positie | Aantal weken | Opmerkingen |
| ----------------------------------------------------- | -------------------- | --------------------- | --------------- | ------------ | ----------- |
| Een wolkenkrabber op de savanne                       | 2023                 | 15-02-2023            | 11              | 7            |             |

## Prijzen
- 1996: Dick Scherpenzeel Prijs
- 2007: Journalist voor de Vrede
- 2014: Lira Correspondentenprijs

## Documentaire
Mijn Zwarte Moeder van Fred van Dijk, 2007. Over Lindijers leven onder de Samburu in Kenia

## Persoonlijk
- Lindijer groeide op een religieus-socialistisch milieu. Zijn grootvader was de theoloog en predikant Willem Banning. Hij is getrouwd en woont in Nairobi.